# Jan Śniadecki
Jan Śniadecki (sinh ngày 29 tháng 8 năm 1756 - mất ngày 9 tháng 11 năm 1830) là một nhà toán học, nhà triết học và nhà thiên văn học người Ba Lan.

## Tiểu sử
Jan Śniadecki nghiên cứu khoa học tại Đại học Jagiellonia ở Kraków và ở Paris. Ông là giáo sư toán cao học và giáo sư thiên văn học tại Đại học Kraków. Ông tham gia cải cách giáo dục ở Ba Lan với vai trò là thành viên của Ủy ban Giáo dục Quốc gia (Komisja Edukacji Narodowej). Sau đó, ông là hiệu trưởng Đại học Vilnius ở các nước vùng Baltic.
Śniadecki đã xuất bản nhiều công trình nghiên cứu, bao gồm cả những quan sát về các tiểu hành tinh. Tác phẩm O rachunku losów (Về tính cơ hội, 1817) của Śniadecki là một trong những tác phẩm tiên phong về xác suất.

## Vinh dự
Miệng núi lửa Sniadecki trên mặt trăng và tiểu hành tinh 1262 Sniadeckia được đặt theo tên ông.

## Tác phẩm
- "Rachunku algebraicznego teoria" (1783)
- "Geografia, czyli opisanie matematyczne i fizyczne ziemi" (1804)
- "Rozprawa o Koperniku" (Diễn văn về Nicolaus Copernicus, tiểu sử, 1802)
- "O rachunku losów" (1817)
- "Trygonometria kulista analitycznie wyłożona" (1817)
- "O pismach klasycznych i romantycznych", Dziennik Wileński (1819)
- "Filozofia umysłu ludzkiego" (1821)